# Рашфорд (Міннесота)
Рашфорд (англ. Rushford) — місто (англ. city) в США, в окрузі Філлмор штату Міннесота. Населення — 1860 осіб (2020).

## Географія
Рашфорд розташований за координатами 43°48′48″ пн. ш. 91°45′14″ зх. д. / 43.81333° пн. ш. 91.75389° зх. д. (43.813437, -91.753828).  За даними Бюро перепису населення США в 2010 році місто мало площу 4,49 км², з яких 4,43 км² — суходіл та 0,06 км² — водойми.

## Демографія
Згідно з переписом 2010 року, у місті мешкала 1731 особа в 706 домогосподарствах у складі 456 родин. Густота населення становила 385 осіб/км².  Було 772 помешкання (172/км²).
Расовий склад населення:
| - 98,7 % — білих - 0,3 % — азіатів - 0,1 % — корінних американців |

До двох чи більше рас належало 0,7 %. Частка іспаномовних становила 0,8 % від усіх жителів.
За віковим діапазоном населення розподілялося таким чином: 24,1 % — особи молодші 18 років, 54,9 % — особи у віці 18—64 років, 21,0 % — особи у віці 65 років та старші. Медіана віку мешканця становила 41,9 року. На 100 осіб жіночої статі у місті припадало 89,6 чоловіків;  на 100 жінок у віці від 18 років та старших — 83,5 чоловіків також старших 18 років.
Середній дохід на одне домашнє господарство  становив 52 224 долари США (медіана — 40 568), а середній дохід на одну сім'ю — 64 346 доларів (медіана — 58 269). За межею бідності перебувало 14,9 % осіб, у тому числі 17,6 % дітей у віці до 18 років та 14,8 % осіб у віці 65 років та старших.
Цивільне працевлаштоване населення становило 870 осіб. Основні галузі зайнятості: освіта, охорона здоров'я та соціальна допомога — 33,2 %, виробництво — 17,7 %, мистецтво, розваги та відпочинок — 10,0 %, роздрібна торгівля — 9,8 %.